# Trumieje
Trumieje – osada w Polsce położona w województwie pomorskim, w powiecie kwidzyńskim, w gminie Gardeja przy skrzyżowaniu drogi wojewódzkiej nr 522 z drogą wojewódzką nr 523.
W latach 1975–1998 miejscowość administracyjnie należała do województwa elbląskiego.

## Zabytki
Według rejestru zabytków NID na listę zabytków wpisany jest kościół filialny pw. Chrystusa Króla, XIV w., 1892, nr rej.: 165/N z 9.12.1961.
Gotycki kościół z XIV w. zbudowany z cegły i kamienia, w XVI w. rozbudowany. Dodano wówczas wieżę, która zdominowała bryłę, która posiada latarenkę i rozbudowany pinaklami tylny szczyt. W wyposażeniu barokowe organy i rzeźba Marii Magdaleny z 1700 r.